# Demonax testaceus
Demonax testaceus är en skalbaggsart som först beskrevs av Hope 1831.  Demonax testaceus ingår i släktet Demonax och familjen långhorningar.
Artens utbredningsområde är Nepal. Inga underarter finns listade i Catalogue of Life.